# Kevin Alejandro
 (mai 2019).
Pour les articles homonymes, voir Alejandro.
Kevin Alejandro est un acteur américain né le 7 avril 1976 à San Antonio, Texas (États-Unis).

## Biographie
Kevin Alejandro est né le 7 avril 1976 à San Antonio, Texas (États-Unis).

### Carrière
Il a fait partie de la distribution de la série télévisée Ugly Betty  et du soap opéra Les Feux de l'amour. Il a joué le rôle de Jesus, un infirmier qui s'occupe de la mère de Lafayette et qui en tombe amoureux dans la saison 3 de la série True Blood.
Entre 2013-2014, il a joué dans la série Arrow le rôle de Sebastian Blood / Brother Blood aux côtés de Stephen Amell, Emily Bett Rickards et David Ramsey,.
Il tient le rôle de Tommy dans la série télévisée The Returned sur Netflix, l'adaptation Américaine de la série Française Les Revenants en 2015.
Le 1er juillet 2015, il rejoint la distribution principale de la série Lucifer. Il joue le rôle de Daniel Espinoza aux côtés de Tom Ellis, Lauren German, Rachael Harris et Lesley-Ann Brandt.

### Vie privée
Il est marié depuis 2004 à Leslie de Jesus Alejandro. Ils ont un fils Kaden Michael Alejandro, né le 22 février 2008.

## Filmographie

### Cinéma

#### Longs métrages
- 2003 : Dette de sang (Purgatory Flats) d'Harris Done : Owen Mecklin
- 2003 : Truth and Dare d'Alpesh Patel : Le pêcheur
- 2008 : Strange Wilderness de Fred Wolf : L'hispanique
- 2009 : Droit de passage (Crossing Over) de Wayne Kramer : Gutierrez
- 2009 : Wake d'Ellie Kanner : Détective Daniels
- 2009 : Creature of Darkness de Mark Stouffer : Emilio
- 2011 : Red State de Kevin Smith : Agent Harry
- 2011 : Cavale aux portes de l'enfer (The Legend of Hell's Gate: An American Conspiracy) de Tanner Beard : August Edwards
- 2011 : Cassadaga d'Anthony DiBlasi : Mike
- 2013 : Medeas d'Andrea Pallaoro : Noah
- 2015 : Safelight de Tony Aloupis : Skid
- 2015 : West of Redemption de Cornelia Duryée : Rick Youngblood
- 2018 : Juveniles de Nico Sabenorio : Russell
- 2020 : The Lost Husband de Vicky Wight : Danny
- 2020 : Language Arts de Cornelia Duryée :
- 2023 : Aristotle and Dante Discover the Secrets of the Universe d'Aitch Alberto : Sam Quintana

#### Courts métrages
- 2009 : Two, Four, Six de Paul C. Babin : Rick
- 2015 : Aden de Gary H. Lee
- 2019 : Smile de Leslie Alejandro : La petite souris
- 2020 : Adult Night de Leslie Alejandro et lui-même : Kevin
- 2021 : For Every Good Invention de David Beedon : Greg

### Télévision

#### Séries télévisées
- 2003 : Las Vegas : Ray Duran
- 2003 : Preuve à l'appui (Crossing Jordan) : Connor Marshall
- 2004 : Charmed : Malvoc
- 2004 : Dr Vegas : Raul Ortiz
- 2004 - 2005 : Les Feux de l'amour : Dominic Hugues
- 2005 : Alias : César Martinez
- 2005 : Les Experts Manhattan (CSI : NY) : Tom Martin
- 2005 : JAG : Caporal Jude Dominick
- 2005 : Medium : Jason Morrow
- 2005 : Threshold : Premier Contact (Threshold) : Marcus
- 2006 : DOS : Division des Opérations Spéciales (E-Ring) : Miguel Carrera
- 2006 : FBI : portés disparus (Without a Trace) : Casey Miller
- 2006 : Sleeper Cell : Benny "Benito" Velazquez
- 2006 : NCIS : Enquêtes spéciales (NCIS) : Jaime Jones
- 2006 : Les Experts : Miami (CSI : Miami) :
- 2006 : Big Love : L'arnaqueur
- 2006 - 2007 : 24 heures chrono (24) : Kevin McCollin
- 2006 - 2007 : Ugly Betty : Santos Reynoso
- 2007 : Drive : Winston Salazar
- 2007 - 2008 : Shark : Danny Reyes
- 2008 : Le Retour de K2000 (Knight Rider) : Victor Galt
- 2008 : Burn Notice : Raul
- 2008 : Sons Of Anarchy : Esai Alvarez
- 2008 : The Cleaner : Tim, le maître-nageur
- 2008 - 2009 : Weeds : Rudolfo
- 2009 : Heroes : Agent Jenkins
- 2009 : Melrose Place : Nouvelle Génération (Melrose Place) : Anton V.
- 2009 : Drop Dead Diva : Michael Fernandez
- 2009 : Eleventh Hour : Agent Ray De La Peña
- 2009 - 2011 : Southland : Détective Nate Moretta
- 2010 : Parenthood : Mike
- 2010 : Psych, Enquêteur malgré lui (Psych) : Dane Northcutt
- 2010 : Bones : Hercules Maldonado
- 2010 : New York, unité spéciale (Law and Order: Special Victims Unit) : Victor Ramos
- 2010 : Mentalist : Victor Bandino
- 2010 : The Deep End : Connor Smith
- 2010 - 2011 : True Blood : Jesus Velasquez
- 2012 : Breakout Kings : Benny Cruze
- 2012 : GCB : Danny
- 2013 : Un flic d'exception (Golden Boy) : Christian Arroyo
- 2013 - 2014 : Arrow : Sebastian Blood / Brother Blood
- 2014 : Grey's Anatomy : Officier Dan Pruitt
- 2015 : The Returned : Tommy
- 2016 : The Catch : Nathan Ashmore
- 2015 - 2021 : Lucifer : Daniel Espinoza
- 2021 : Arcane : Jayce (voix)
- 2022 - : Fire Country : Manny Perez

#### Téléfilm
- 2011 : Sous surveillance (Hide) der John Gray : Détective Bobby Dodge